# Desaparición de Ayla Reynolds
Ayla Reynolds era una niña de Waterville, Maine, que desapareció, con 20 meses de edad, el 16 de diciembre de 2011. Un miembro de su familia fue la última persona que la vio a las 9:00 p. m. esa noche estando la niña en su cama, pero ya no se encontraba allí cuando su padre fue a verla a la mañana siguiente. La búsqueda de Ayla fue la mayor búsqueda de una persona desaparecida en la historia del estado, y la tercera más grande en la historia de los Estados Unidos.

## Antecedentes
Ayla Reynolds es hija de Trista Reynolds y Justin DiPietro. Ninguno de los dos ha sido acusado en relación con el caso; sin embargo, los investigadores del Estado y Trista Reynolds han manifestado que creen que DiPietro no ha dicho la verdad en cuanto a lo que conoce de la desaparición de Ayla. Ayla fue declarada legalmente muerta el 30 de mayo de 2017.

## Desaparición
Ayla había sido colocada temporalmente en la casa de su padre, Justin DiPietro, por una empleada del Departamento de Servicios Humanos de Maine (DHS), Karen Small. Los parientes sostienen que Small decidió renunciar a hacer una visita a la casa antes de la colocación de Ayla. Su madre Trista Reynolds estaba en la zona, y afirma que estaba allí porque iba de camino a la rehabilitación por su adicción a la heroína. Ayla fue reportada como desaparecida de su cama el 17 de diciembre de 2011. Según DiPietro y la policía, la última vez que vio a Ayla, llevaba un pijama de lunares verdes con el rotulo «La princesa de papá» escrito en él, junto con una escayola suave en su brazo izquierdo. Había dos personas, además de DiPietro, en la casa en el momento de la desaparición de Ayla: su novia Courtney Roberts y su hermana Elisha DiPietro.
La policía estatal celebró una conferencia de prensa en mayo de 2012 para examinar las novedades recientes del caso, incluido el descubrimiento de sangre en la casa de su padre y el número de personas que estaban presentes en el momento de su desaparición. Se confirmó que la sangre encontrada era más que una taza de la sangre de Ayla y se encontró adyacente a la cama de DiPietro. El único comentario que hicieron los investigadores del estado en el momento de su descubrimiento fue que era «más sangre de la que produciría un pequeño corte».

## Búsqueda
Después de la desaparición de Ayla, un grupo de negocios de Waterville ofreció una recompensa de 30 000 dólares por información que permitiera su regreso a salvo. La recompensa generó aproximadamente 1200 pistas, muchas de ellas de psíquicos, ninguna de las cuales llevó al descubrimiento de ninguna información sobre Ayla. DiPietro, su hermano Lance y un amigo común colaboraron con el Centro de Recuperación de Laura para producir camisetas, botones, volantes y otros artículos para difundir la noticia de la desaparición de Ayla.
DiPietro no habló de la desaparición de su hija hasta casi tres semanas después de que la historia saliera a la luz. Como resultado, la madre de Ayla lo acusó de ocultar algo. Casi un año después, en octubre de 2012, la policía rastreó el arroyo Messalonskee por segunda vez para buscar los restos de Ayla, cuando los trabajadores de la construcción que reparaban un puente bajaron artificialmente el nivel del agua en el arroyo. No se encontró nada.
El 25 de junio de 2015, un niño pequeño no identificado, conocido como «Baby Doe» o Jane Doe de la Isla del Ciervo, fue encontrado muerto en la costa de la Isla del Ciervo, Massachusetts. Se cree que tenía entre tres y cinco años de edad en el momento de la muerte, lo que concuerda en cierta medida con Reynolds. Muchos sospecharon que el cuerpo no identificado era Ayla, pero pronto fue excluida como posible identidad. La desconocida fue identificada en septiembre de 2015 como Bella Bond.

## Consecuencias
En el primer aniversario de la desaparición de Ayla, la Policía Estatal de Maine, el Servicio de Guardias de Maine y la Policía de Waterville declararon que no cejarían en sus esfuerzos de búsqueda hasta que Ayla fuera encontrada. Dos búsquedas realizadas a principios de ese mes en el sur de New Hampshire y en Mayfield no dieron resultados.  
Se celebró una vigilia con velas en Waterville para conmemorar un mes de la desaparición de Ayla, a la que asistió DiPietro. También fue el primero en abandonar la vigilia y se negó a hablar con los medios de comunicación. Trista organizó una caminata de 6,4 kilómetros en Waterville llamada la caminata "Ojos Abiertos", así como una caminata similar en Portland, en mayo y julio de 2012, con el fin de mantener la atención de los medios de comunicación centrada en el caso.
El 17 de mayo de 2017, Ayla fue declarada muerta por el Estado de Maine. El 17 de diciembre de 2018, Trista Reynolds interpuso una demanda por homicidio culposo contra Justin DiPietro, alegando que causó la muerte de Ayla mediante «actos ilícitos intencionales» y sometió a la niña a «dolor, miedo, terror y lesiones físicas previas a la muerte». Se desconoce el paradero de DiPietro.

## En la cultura popular
En 2012, un compositor local de Maine, Pete Haase, escribió una canción sobre la desaparición de Ayla y el efecto que tuvo en la comunidad.
En 2013, el cantante ugandés Pallaso lanzó su sencillo «It's Cold» subtitulado «Tribute to Ayla Reynolds» acompañado de un video musical que destaca la causa de los niños desaparecidos.